# Anticlea multiferata
Anticlea multiferata là một loài bướm đêm thuộc họ Geometridae. Nó được tìm thấy ở khắp Bắc Mỹ, bao gồm Alaska và vùng bắc cực của Canada.
Sải cánh dài 19–25 mm. Con trưởng thành bay từ tháng 4 đến tháng 8, mặc dù chỉ vào tháng 4 và tháng 5 ở phía nam và từ tháng 5 đến tháng 7 ở phía bắc.
Ấu trùng ăn các loài Epilobium và loài Polygonum aviculare.